# Bojan Čečarić
Bojan Čečarić (Kirin Serbia: Бојан Чечарић; sinh ngày 10 tháng 10 năm 1993) là một tiền đạo bóng đá Serbia thi đấu cho Spartak Subotica.